# پار، کورن‌وال
پار (به انگلیسی: Par) یک شهرک در بریتانیا است که در Tywardreath and Par واقع شده‌است.